# Діацереїн
Діацереїн (англ. Diacerein, лат. Diacereinum) — напівсинтетичний препарат, що є похідним антрахінонів, які належать до класу нестероїдних протизапальних препаратів, та має хондропротективні властивості. Діацереїн застосовувується суто перорально. Діацереїн розроблений у Швейцарії у лабораторії компанії «TRB Ltd Swiss», а перші дослідження його клінічної ефективності проведені у 1980 році. У зв'язку з частими побічними ефектами клінічне застосування діацереїну натепер обмежене, і він дозволений до застосування лише у 8 країнах Європейського Союзу — Австрії, Греції, Іспанії, Італії, Португалії, Словаччині, Франції та Чехії; країнах Азії, включно з Китаєм та Індією; а також у країнах колишнього СРСР, включно з Україною та Росією.

## Фармакологічні властивості
Діацереїн — напівсинтетичний препарат, що є похідним антрахінонів, належить до класу нестероїдних протизапальних препаратів, та має властивості хондропротектора. Сировиною для отримання діацереїну початково слугував емодин, який отримують із алое. Механізм дії діацереїну відрізняється від механізму дії більшості інших нестероїдних протизапальних препаратів, і полягає в інгібуванні синтезу інтерлейкіну-1 макрофагами та клітинами синовіальної оболонки суглобів, гальмує синтез металопротеїназ, вироблення інтерлейкініндукованого NO та вільних радикалів кисню, інгібує апоптоз хондроцитів; стимулює вироблення протеїногліканів, гіалуронової кислоти та колагену ІІ типу; та гальмує вироблення фактору некрозу пухлини та інтерлейкіну-6. Зменшення продукції інтерлейкіну-1 призводить до зменшення потреби у застосуванні інших нестероїдних протизапальних препаратів; а гальмування синтезу металопротеїназ та інтерлейкіну-6, а також стимулювання вироблення протеїногліканів, гіалуронової кислоти та колагену ІІ типу, забезпечує хондропротективний ефект. Діацереїн має хондропротективний ефект, рівнозначний до аналогічного ефекту парентерального введення хондроїтину. При застосуванні діацереїну спостерігається сповільнений початок дії препарату, із зниженням симптомів захворювання в середньому через 2—4 тижні після початку захворювання, тому рекомендовано розпочинати застосування діацереїну разом із одночасним прийомом інших нестероїдних протизапальних засобів. При застосуванні діацереїну найчастішим побічним ефектом є діарея, що призвело до заборони використання препарату у хворих старших 65 років, але ця властивість препарату може бути корисною для хворих з остеоартрозом, які страждають на закрепи. На відміну від інших нестероїдних протизапальних препаратів, діацереїн не впливає на синтез простагландинів, тому при його застосуванні дуже рідко спостерігаються побічні ефекти, спричинені ураженням слизових оболонок травної системи.

### Фармакокінетика
Діацереїн швидко та добре всмоктується при пероральному застосуванні, але біодоступність препарату складає лише 35—36% у зв'язку із ефектом першого проходження через печінку. Максимальна концентрація препарату в крові досягається протягом 144 хвилин. Діацереїн при перешому проходженні через печінку повністю метаболізується із утворенням активного похідного — реїну. Цей основний метаболіт діацереїну практично повністю зв'язується з білками плазми крові, проникає через гематоенцефалічний та плацентарний бар'єр. У подальшому реїн також частково метаболізується у печінці з утворенням неактивних метаболітів. Виводиться реїн з організму переважно із сечею, близько 80% у вигляді метаболітів, близько 20% у незміненому вигляді. Період напіввиведення реїну становить 7—8 годин, може спостерігатися збільшення цього часу при порушенні функції нирок.

## Показання до застосування
Діацереїн застосовується при первинному та вторинному остеоартрозі, у тому числі вторинному остеоартрозі, спричиненому ревматоїдним артритом.

## Побічна дія
Найчастішим побічним ефектом, який спостерігається при застосуванні діацереїну, є діарея. Цей побічний ефект найчастіше спостерігався протягом перших двох тижнів застосування препарату. У більшості клінічних досліджень спостерігається поява діареї легкого і середнього ступеня важкості, або лише збільшення частоти актів дефекації. Згідно даних кількох клінічних досліджень, які надало Європейське агентство з лікарських засобів, частота діареї при застосуванні діацереїну коливалась від 0 до 54% (у середньому 2,3%), менш ніж 1% з яких віднесений до побічних ефектів важкого ступеня, згідно даних російських авторів — близько 4,9%.
Іншим відносно частим побічним ефектом, який виникає при застосуванні діацереїну, є гепатотоксичні реакції, частота яких може коливатися від 0,3 до 11,86%. У більшості випадків цей побічний ефект перебігав у вигляді суто безсимптомного підвищення рівня амінотрансфераз, описані випадки зміни протромбінового часу або МНВ, які імовірно пов'язані з порушенням функції печінки, описані рідкісні випадки токсичного гепатиту (у тому числі 1 з летальним наслідком). Серед побічних ефектів з боку травної системи також спостерігаються рідкісні випадки гострого панкреатиту та шлунково-кишкових кровотеч.
Серед інших побічних рекцій частіше спостерігаються також шкірні алергічні реакції — висипання на шкірі та свербіж шкіри, кропив'янка, гарячка, набряк Квінке, анафілактичний шок. Часто при застосуванні діацереїну спостерігається забарвлення сечі від інтенсивно-жовтого до коричневого кольору.

## Протипоказання
Діацереїн протипоказаний при підвищеній чутливості до препарату та інших антрахінонів, вагітності та годуванні грудьми, дітям до 18 років. Із обережністю препарат застосовують при запальних захворюваннях кишки, кишковій непрохідності, тяжких порушеннях функції печінки та нирок.

## Форми випуску
Діацереїн випускається у вигляді капсул по 0,05 г.